# リニカル
株式会社リニカル（英: Linical Co., Ltd.）は、医薬品、医療機器及び再生医療等製品の臨床開発支援を行う開発業務受託機関（CRO: contract research organization）を主業とする企業である。

## 概要
株式会社リニカルは、2005年6月の藤沢薬品工業株式会社と山之内製薬株式会社との合併に伴いアステラス製薬株式会社が設立されたことを機に、藤沢薬品で免疫系の新薬であるプログラフ（開発コード：FK506、一般名：タクロリムス水和物）の開発に携わってきたメンバーを中心に創業された企業である。
同社は、医薬品開発の国際化の進展によりグローバルかつ大規模な治験プロジェクトにおいて一気通貫のサービスを提供できるCROが必要になるとの考えから、創業当初から「日本発のグローバルCRO」を目指し積極的に海外へ進出する方針を採っている。

## 沿革
- 2005年6月 - 株式会社リニカル 設立
- 2006年
  - SMO事業を営むアウローラ株式会社を子会社化
  - 東京オフィス開設
- 2007年 - アウローラ株式会社を売却
- 2008年 - 東京証券取引所マザーズ上場
- 2010年 - 東京証券取引所市場第一部に市場変更
- 2014年
  - 韓国のCROであるP-pro. Korea Co., Ltd.を子会社化[4]
  - Nuvisan CDD Holding GmbHを買収[5]
- 2018年 - アメリカのCROであるAccelovance, Inc.を子会社化[6]
- 2022年 - 東京証券取引所の市場再編に伴い、プライム市場に移行
- 2023年 - 東京証券取引所スタンダード市場に移行[7]